# Parallorhogas colophon
Parallorhogas colophon är en stekelart som först beskrevs av Nixon 1939.  Parallorhogas colophon ingår i släktet Parallorhogas och familjen bracksteklar. Inga underarter finns listade i Catalogue of Life.